# Metopoplectus taiwanensis
Metopoplectus taiwanensis är en skalbaggsart som beskrevs av J. Linsley Gressitt 1936. Metopoplectus taiwanensis ingår i släktet Metopoplectus och familjen långhorningar.
Artens utbredningsområde är Taiwan. Inga underarter finns listade i Catalogue of Life.